# Portada/article novembre 9

## Mamífer
Els mamífers (Mammalia) són una classe de vertebrats. Les seves característiques principals són el seu pelatge i l'alimentació de les cries amb llet per mitjà de glàndules mamàries. N'existeixen unes 5.500 espècies arreu del món que són classificades en tres infraclasses: els prototeris (Prototheria), que es caracteritzen per pondre ous, els metateris (Metatheria) i els euteris (Eutheria), als quals pertany l'ésser humà.